# Virgílio
Virgílio Marques Mendes, Virgilio, (Entroncamento, 17 de noviembre de 1926 - 24 de abril de 2009) fue un futbolista portugués, que fue figura del Oporto y de la selección de fútbol de Portugal en la década de 1950.
Ganó el título de la Super Liga portuguesa en dos oportunidades con el Porto en las temporadas 1955/56 y 1958/59. Por la selección nacional Virgílio debutó en un amistoso que perdieron frente a Italia por 1-4 el 27 de febrero de 1949, partido en el que se ganó el sobrenombre de "El león de Génova" con el que fue conocido por el resto de su carrera. 
Fue una figura constante en su selección por los siguientes 11 años, llegando a jugar en las etapas de clasificación para la Copa Mundial de Fútbol de 1950, la Copa Mundial de Fútbol de 1954 y la Copa Mundial de Fútbol de 1958. En la última de dichas etapas de clasificación se recuerda que le ganaron al seleccionado de Italia por 3 a 0, por lo que los italianos se perdieron de ir a dicho Mundial, única oportunidad en que los italianos han faltado a tan importante torneo internacional. 
El último partido de Virgílio fue a los 33 años en la Eurocopa de 1960 en el que perdieron por 1-5 en los cuartos de final frente a Yugoslavia, el 22 de mayo de 1960. Con dicho partido completó 39 juegos por su selección. 
- Datos: Q3560801